# Nowa Bystrzyca

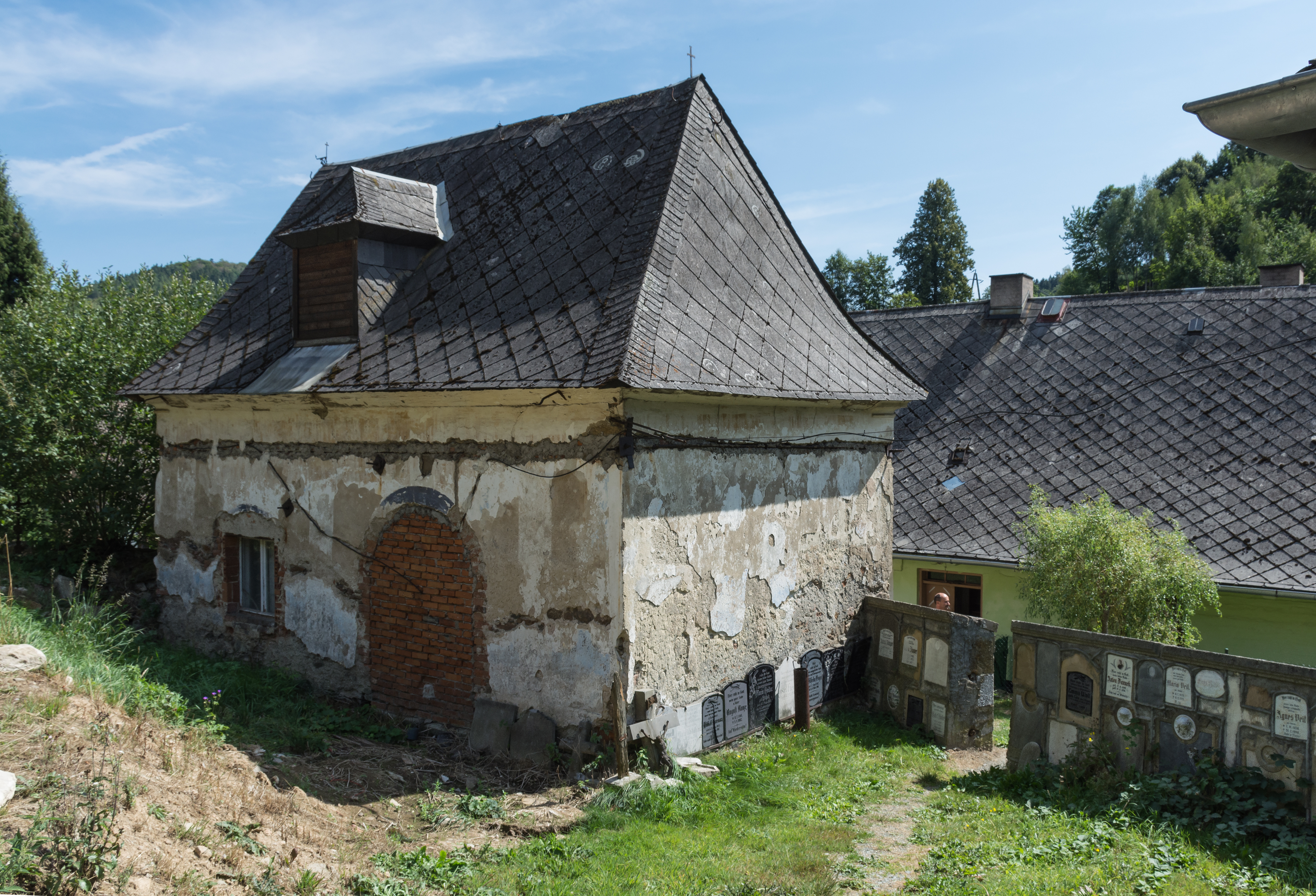
Kaplica pogrzebowa w Nowej Bystrzycy

Nowa Bystrzyca – wieś w Polsce położona w województwie dolnośląskim, w powiecie kłodzkim, w gminie Bystrzyca Kłodzka.
W przeszłości do wsi należał przysiółek Łysek (niem. Kohlberg). Obecnie przysiółek niezamieszkały. Nazwa niestandaryzowana.

## Położenie
Nowa Bystrzyca to duża, uprzemysłowiona wieś leżąca pomiędzy bocznymi ramionami środkowej części Gór Bystrzyckich, w dolinach potoków Bystrzyca i Mała Bystrzyca, na wysokości około 380–580 m n.p.m.

## Podział administracyjny
W latach 1954–1961 należała do gromady Stara Bystrzyca, przekształconej w 1961 na gromadę Nowa Bystrzyca.
W latach 1975–1998 miejscowość administracyjnie należała do województwa wałbrzyskiego.

## Historia
Początek XVI wieku to najbardziej prawdopodobny okres powstania tej wsi, chociaż wzmiankowana została ona dopiero o cały wiek później w 1414 roku. Najpierw była własnością prywatną, później do 1684 roku królewszczyzną, by wreszcie należeć do Bystrzycy Kłodzkiej. Bardzo szybko też się rozwijała, w 1787 roku żyło w niej ponad 500 mieszkańców, którzy trudnili się głównie uprawą ziemi i rzemiosłem. W 1825 roku było tu 105 domów, w tym: kościół i szkoła katolicka, 4 młyny wodne, olejarnia oraz tartak. Na przełomie XIX i XX wieku Nowa Bystrzyca ugruntowała swój rolniczo-przemysłowy charakter, zachowując go zresztą po części i do dziś. W 1978 roku było tu 78 gospodarstw rolnych, obecnie we wsi działają fabryki tektury oraz mebli.

## Zabytki
Do wojewódzkiego rejestru zabytków wpisane są obiekty:
- drewniany kościół Wniebowzięcia NMP, należący do parafii św. Marii Magdaleny w Wójtowicach. Został wzniesiony w 1726 roku na miejscu kaplicy cmentarnej pochodzącej z roku 1699. W 1923 roku kościół został przebudowany. Budynek jest jednonawowy z wyodrębnionym prezbiterium, nakryty czterospadowym dachem krytym gontem, na kalenicy znajduje się sygnaturka w stylu bizantyjskim. Wyposażenie wnętrza pochodzi z XVIII wieku (ołtarz główny z 1710 roku). W ołtarzu głównym znajduje się figurka Matki Boskiej z Dzieciątkiem którą w przeszłości uważano za cudowną i była otoczona lokalnym kultem[6]. W kościele znajdują się sprawne organy z ręcznym miechem, które mają ponad 200 lat[8]
- kaplica przedpogrzebowa z XVIII wieku.

Inne zabytki:
- Liczne budynki mieszkalne i gospodarcze pochodzące z XVII, XIX i XX wieku.